# 平安貴族
平安貴族（へいあんきぞく）とは、平安時代の貴族をさす概念。平安貴族という明確な実態があったわけではないが、平安中期-後期にかけて貴族層による政治的・社会経済的・文化的支配が展開したため、同時期の貴族を表すための用語として使われることが多い。戦前は、平安時代の貴族は天皇から政治実権を奪い、京で遊興にふけった退廃的な存在としてとらえられがちだったが、戦後になり橋本義彦らによって平安期の貴族の実態が次第に明らかとされていった。

## 略史
平安時代初期の貴族層を見ると、飛鳥時代の豪族層に出自する氏族がまだ上流貴族階層を構成していた。しかし時代が進むにつれ、天皇と濃密な姻戚関係を結んだ藤原氏一族のほか、源氏、橘氏、清原氏（皇別）、菅原氏といった新興氏族が急速に上流貴族階層を占めていった。そのうち、藤原氏と源氏が議政官（公卿）をほぼ独占し始め、特に藤原北家嫡流は9世紀後半に天皇の政治決定権を受任・代行しうる摂政・関白の地位を獲得し、その地位を世襲することに成功した。
9世紀末から10世紀初頭にかけて、巨大な官僚組織と精緻な法令システムを前提とする律令国家体制の維持がもはや不可能となり、一定の行政司法権を地方官や中央官庁へ請け負わせる王朝国家体制が新たに成立した。政治の中枢を藤原氏と源氏が占有し始めたこの時期、栄達の望みがない中下流貴族らは地方官（受領）や特定官庁への補任をきそって求めた。これらの職についた中下流貴族らは自らが得た職の確保をはかり、職を「家業」として世襲することに努めている。これを家業の継承という。家業の観念は、10世紀から11世紀にかけて貴族層に定着していき、11世紀以降、多くの「家」が生まれた。例えば、摂関を家業とする摂関家（藤原北家）、弁官事務を家業とする官務家（小槻氏）、外記局事務を家業とする局務家（中原氏・清原氏（広澄流））、武力行使を担当する兵の家（武家）などがある。このようにある氏族が特定の官庁運営を請け負う体制を官司請負制という。これらの「家」の頂点に君臨したのが、天皇を家業とする「天皇家」である。11世紀後半以降、天皇家の家督者は上皇・院という立場で天皇家を支配し、治天の君と呼ばれ政治の実権を握って院政を展開した。
平安中期に生まれた軍事貴族（武家貴族）も、元来は地下人（下級貴族）に属する平安貴族の一員だった。基本的に平安貴族は、穢れ思想を背景にして、軍事力を忌み嫌っており、国防や治安維持に無関心であった。現実の政治や行政への関心を低下させた。その結果、平安時代の日本列島は、無政府状態に陥った。そのような状況の下で、富豪百姓が、自衛のために武装するようになり、武士へと成長していった。一方、武芸・武力を家業としていた兵の家門が武家（武士）を統轄する武家の棟梁として発展して、地方官（受領）として赴任した際に現地の富豪百姓らとゆるやかな主従関係を結んだ。こうして軍事貴族や地方の富豪百姓らは武士へと成長していったが、その本質は平安貴族に他ならなかった。
平安後期になると、「家」内部で家業の継承をめぐる紛争が頻発し、12世紀中葉にはその紛争が武力衝突として具現化してしまった（保元の乱）。その後、軍事貴族の平清盛が平氏政権をうちたて、平氏政権打倒の過程で発生した治承・寿永の乱（源平合戦）の結果、東国に武家政権（鎌倉幕府）が登場することとなったが、その後も公家貴族たちは一定の政治実権を握り続けたのである（→公家政権）。

## 経済基盤
平安貴族たちの主な収入源は必ずしも荘園ではなく、むしろ官職に応じて国家から給与される田地や禄などが主要収入であった。この給与は莫大なもので、例えば藤原北家の当主は、職田・位田・職封・位封・資人・季禄など現在の貨幣価値に換算して約3-5億円の収入を国家から得ていた。それでもなお、上流貴族は財産形成に積極的であった。それは自らが贅沢な生活をするためだけではなく、他の有力貴族と関係を強化したり、後宮に入った子女に付ける女房や調度品を整えるためにも多額の財貨の出費を要したからである。それが受領の奉仕等を受ける背景になった。
上流貴族だけでなく、中下流貴族もまた数千万円の給与を得ていた。地方官である受領もまた、多くの収入を得ていたと考えられている。王朝国家体制の下では、受領は規定の租税を京進さえすれば、残余の租税を自らの収入とすることができた。しかしながら、受領の勤務評定は非常に厳しく、あまり苛烈な租税収奪は行なわれなかっただろうとされている。それでも、受領を勤めると多大な蓄財ができたといわれ、蓄財によって上流貴族へ私的に奉仕し、受領の座を確保しようとする中流貴族は少なくなかった。この蓄財による上流貴族への奉仕を成功（じょうごう）という。
平安後期の11世紀後半から12世紀になると、急速に荘園や知行国が増加していき、平安貴族たちの収入源として無視できないものになる。荘園などを中心とした支配体制である荘園公領制はこの時期に成立し、以後、16世紀まで荘園は貴族たちの収入源として存在し続ける。

## 王朝文化
平安初期の嵯峨天皇治世前後の弘仁・貞観文化は、中央貴族たちの文化だったが、中国（唐）の影響を色濃く受けた文化だった。その後、貴族文化は中国的な要素が薄まり、日本独自の発達をとげていった。こうして平安中期には国風文化と呼ばれる日本的な貴族文化が開花した。
貴族が着用する衣服は元々中国から導入されたものだったが、そのうち束帯という日本独特な正装へと変化した。また、漢字をくずした表音文字である仮名が生まれたのもこの時期である。宮廷の後宮には貴族出身の女房らが多数出仕していたが、これらの女房は高い教養を持ち、仮名を駆使して多くの物語・日記文学を生み出した（→日本の中古文学史）。
上流貴族らの邸宅は寝殿造と呼ばれる建築様式により建てられていた。これも元々中国的な建築様式が日本独自の発展をとげて生まれた日本風の建築様式である。
宗教面では、中国から様々な仏教が伝来し、貴族たちの信仰を集めた。平安初期には空海によって真言宗が、最澄によって天台宗がもたらされ、貴族の仏教信仰に大きな影響を与えた。同時期に浄土信仰（阿弥陀信仰）も中国から伝来しており、平安中期に末法思想が広がると、浄土信仰が貴族の間で隆盛した。

## 衣
男性貴族の普段着は、直衣（のうし）を着ている。正装は、束帯である。
また、女性の正装は十二単である。十二単の一着一着のずらし方の美しさを競争したとも言われている。

## 関連文献
- 速水侑『平安貴族社会と仏教』吉川弘文館　1975年 オンデマンド版　2013年　ISBN　9784642042635
- 橋本義彦『平安貴族社会の研究』吉川弘文館 1976年　オンデマンド版　2013年　ISBN　9784642042307
- 朧谷寿『平安貴族と邸第』吉川弘文館 2000年　オンデマンド版　2013年　ISBN　9784642042314